# José Carlos Nascimento
José Carlos Pereira do Nascimento, meglio noto come Zé Carlos (Goiânia, 19 marzo 1965), è un ex calciatore brasiliano, di ruolo difensore.

## Palmarès

### Club

#### Competizioni nazionali
- Campionato portoghese: 4

Porto: 1989-1990, 1991-1992, 1992-1993, 1994-1995
- Coppa del Portogallo: 1

Porto: 1993-1994
- Supercoppa di Portogallo: 3

Porto: 1991, 1993, 1994